# Stanko Todorov
Stanko Todorov Georgiev, född 10 december 1920 i Klenovik (idag Kolosh), Kungariket Bulgarien
död 17 december 1996 i Sofia, Bulgarien, var en bulgarisk kommunistisk politiker.

## Biografi
Todorov föddes i provinsen Pernik och var före och under andra världskriget arbetare. Han blev intresserad av kommunismen, och anslöt sig till det underjordiska bulgariska kommunistpartiet 1943.
År 1948 kom kommunisterna till makten i Bulgarien och Todorov började stiga i graderna i regeringen. Han blev medlem i politbyrån 1961 och hade flera regeringsposter, som jordbruksminister och ansvarig för kollektiviseringspolitiken 1951-57 och sekreterare i centralkommittén 1966-71. Han hade därefter posten som Bulgariens premiärminister, den tredje högsta posten i landet, från 7 juli 1971 till 16 juni 1981. Han blev då ordförande i parlamentet, som tjänstgjorde i den positionen till det första flerpartivalet 1990. 
Todorov stödde reformistflygeln av kommunistpartiet under denna tid, eftersom trycket vilade på Bulgarien och andra östeuropeiska länder att reformera samhället. Han medverkade också i avsättningen av långvarige partiledaren Todor Zjivkov 1989. Strax före 1990 års val, tjänstgjorde Todorov som tillförordnad president för Bulgarien från den 6 juli 1990 till 17 juli 1990. Han vann en plats i parlamentet i valet, men avgick senare samma år av hälsoskäl.